# قانون ليبيا
القضاء في ليبيا يرتكز النظام القانوني الليبي على مجموعة من القوانين المدنية والجنائية التي تتخذ من الشريعة الإسلامية مصدرًا لها. وكذلك المبادئ القانونية الإسلامية. ويطبق القضاة مبادئ الشريعة الإسلامية في القضايا المتعلقة بالأحوال الشخصية وفق القانون رقم 10 الصادر سنة 1984.

## موسوعة التشريعات الليبية
تعد ليبيا أول دولة عربية ينضبط فيها التشريع بصدور أول قاعدة بيانات تشريعية تاريخية فيها على مستوى دول الوطن العربي في موسوعة التشريعات الليبية، وهي تتكون من أربعين مجلدا (كلاسيرا) تغطي المرحلة من الاحتلال الإيطالي وحتى المرحلة المعاصرة ويضاف إليها الملاحق بشكل دوري. ولقد كانت هذه الموسوعة التاريخية سباقة في دعم نظم الحكم في بعض الدول العربية مثلما هو الحال في النظام الفيدرالي في دولة الإمارات العربية المتحدة الذي تم استقائه من التجربة الفيدرالية في ليبيا في الفترة ما بين (1951-1963).

## هيكل القضاء ونظام المحاكم
يتألف النظام القضائي من تنظيم تدرجي ذي أربع طبقات:
1. المحكمة العليا : قمة الهيكل القضائي، ومقرها طرابلس. تتألف من رئيس وعدد من المستشارين يتم اختيارهم من قبل مؤتمر الشـعب العام. وتتألف من خمسة غرف: غرفة للقضايا المدنية والتجارية، وغرفة للجنايات، وغرفة للإدارة، وغرفة دستورية، وغرفة شرعية.
2. محاكم الاستئناف : محاكم الدرجة الثانية بالنسبة للطعون التي ترفع ضد أحكام المحاكم الابتدائية الصادرة عنها كمحكمة أول درجة. الأحكام الصادرة عنها قابلة للطعن فيها بالنقض أمام المحكمة العليا.
3. المحاكم الابتدائية: تعتبر من محاكم القانون العام. وهي محكمة ثاني درجة للنظر في الأحكام الصادرة عن المحاكم الجزئية.
4. المحاكم الجزئية : هي محاكم الدرجة الأولى، وتختص بالفصل في المسائل المدنية، والتجارية، والأحوال الشخصية، كما تختص بالنظر في الجنح والمخالفات. مقرها المدن الصغيرة.

## التشريعات الاساسية[1]
يحكم التنظيم القضائي في ليبيا عدة تشريعات:-
1. قانون المرافعات المدنية والتجارية.
2. قانون الإجراءات الجنائية.
3. قانون القضاء الإداري رقم 88 لسنة 1971.
4. قانون نظام القضاء رقم 51 لسنة 1976.
5. قانون المحكمة العليا لسنة 1953، والمعدل بالقانون رقم 6 لسنة 1982.

## المبادئ الأساسية
- المبادئ الأساسية التي يرتكز عليها القضاء في ليبيا:

1. مبدأ استقلال القضاء.
2. مبدأ المساواة أمام القانون.
3. مبدأ المساواة أمام القضاء.
4. مبدأ علانية التقاضي.
5. مبدأ التقاضي على درجتين.
6. مبدأ تأمين حــق الدفاع.

## حقوق الإنسان
- الوثيقة الخضراء الكبرى لحقوق الإنسان الصادرة عام 1988.

اعتماداً على التقرير السنوي لحقوق الإنسان من قبل قسم الولاية الأمريكي (U.S. Department of State) لسنة 2004، فإن الحكومة والنظام الليبي ما زال لديهم تاريخ ضعيف في موضوع المحافظة على حقوق الإنسان. من ضمن المخالفات العديدة والجديّة للحكومة الليبية هو الوضعية الغير مقبولة للسجون، الاعتقال الغير مبرر، والمساجين السياسيين الذين ما داموا في المعتقل من غير تهمة ولا محكمة.
في 2005، بيت الحريّة فيّم الحقوق السياسية في ليبيا بـ "7" (1 هو الأكثر حرية، و 7 هي الاقل حرية على هذا التقييم)وأعطى ليبيا تقييم «غير حرّة».